# Coupe d'Or des Dolomites

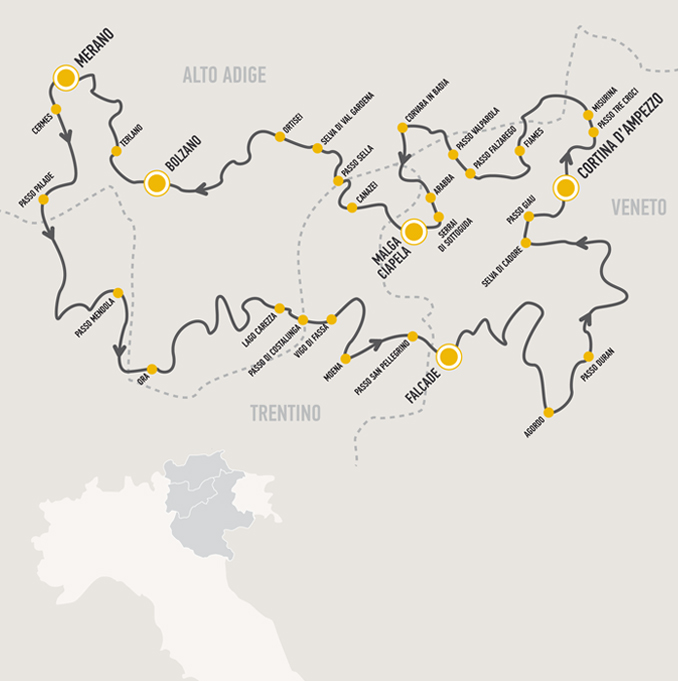
Le parcours repris pour la version Historic 2013.

La Coupe d'Or des Dolomites, ou Coppa d'Oro delle Dolomiti, était une compétition automobile italienne  dans le massif des Dolomites pour voitures de Tourisme, de Grand Tourisme et de Sport, devenue internationale en 1951 et disputée sur une seule journée, vers la mi-juillet.

## Histoire
Départs et arrivées s'organisaient à Cortina d'Ampezzo située à 1 210 mètres d'altitude, en suivant le parcours Pocol (1 530 m) – Col de Falzarego (2 105 m) – Andraz (1 392 m) – Pieve di Livinallongo (1 465 m) – Arabba (1 591 m) – Col Pordoi (2 239 m) – Bivio Passo Sella (1 819 m) – Canazei (1 467 m) – Vigo di Fassa (1 342 m) – Moena (1 184 m) – Predazzo (1 114 m) – Passo Rolle (1 970 m) – San Martino di Castrozza (1 467 m) – Fiera di Primiero (713 m) – Fonzaso (329 m) – Feltre (325 m) – Belluno (389 m) – Longarone (472 m) – Pieve di Cadore (878 m) – Auronzo di Cadore (864 m) – Misurina (1 756 m) – Carbonin (1 437 m) – Passo Cimabanche (1 529 m), soit une longueur immuable totale de 303,8 kilomètres.
Épreuve de vitesse pure, elle était établie sur routes ouvertes à la circulation.
Depuis 1972, l'Automobile Club di Belluno continue de décliner annuellement la version Historic de la course (avec le soutien financier désormais de la société Meet Comunicazione di Alessandro Casali).
Le trophée remis au vainqueur annuel a toujours été une reproduction d'une borne milliaire antique retrouvée près de Cortina d'Ampezzo, le long de la route régionale SR 48 des Dolomites qu'emprunte le parcours essentiellement dans la province de Belluno (en Haut-Adige). La coupe d'or revenait au meilleur pilote au temps additionnel durant trois années de rang (période de 1950 à 1952 Salvatore Ammendola, puis de 1953 à 1955 Giulio Cabianca). Des trophées étaient remis par catégories, elles-mêmes divisées en classes récompensées.
En dix éditions, l'Italien Paolo Marzotto est le seul double vainqueur, qui plus est consécutivement.

## Palmarès

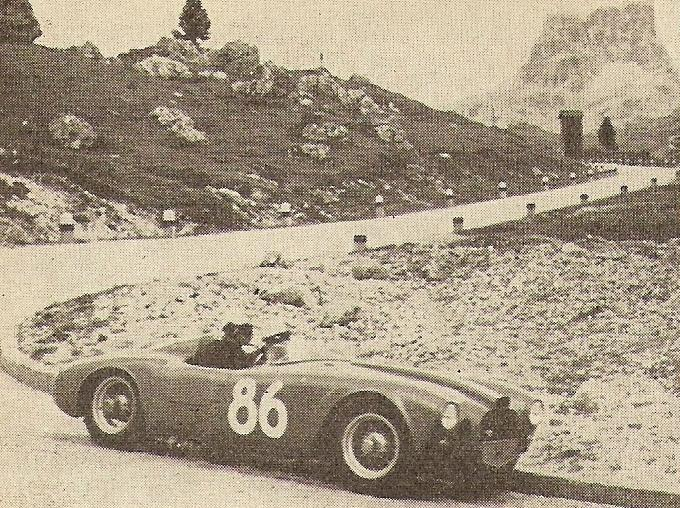
Piero Taruffi, en 1953 sur sa Lancia D23.

| Année | Pilote              | Voiture              |
| ----- | ------------------- | -------------------- |
| 1947  | Salvatore Ammendola | Alfa Romeo 6C        |
| 1948  | Giovanni Bracco     | Maserati A6 GCS      |
| 1949  | Roberto Vallone     | Ferrari 166 Inter    |
| 1950  | Giannino Marzotto   | Ferrari 195 S        |
| 1951  | Enrico Anselmi      | Lancia Aurelia B20   |
| 1952  | Paolo Marzotto      | Ferrari 225 S        |
| 1953  | Paolo Marzotto      | Ferrari 250 MM       |
| 1954  | Sergio Mantovani    | Maserati A6 GCS      |
| 1955  | Olivier Gendebien   | Mercedes-Benz 300 SL |
| 1956  | Giulio Cabianca     | O.S.C.A. Mt 4 1500   |